# Lemming (pel·lícula)
Lemming és una pel·lícula de thriller psicològic francesa del 2005 dirigida per Dominik Moll i protagonitzada per André Dussollier, Charlotte Rampling, Charlotte Gainsbourg i Laurent Lucas. Va ser inscrit al 58è Festival Internacional de Cinema de Canes.

## Argument
Alain Getty és un enginyer en domòtica que accepta una feina al sud de França per treballar en un petit dron amb càmera en una empresa tecnològica propietat de Richard Pollock, i es trasllada a un suburbi de Tolosa de Llenguadoc amb la seva dona Bénédicte.
Al cap de tres mesos, Richard es convida a sopar a casa d'Alain i la seva dona Alice. Arriben tard i creen una escena amb els seus problemes matrimonials; l'Alice és molt grollera amb la Bénédicte. L'Alain descobreix un rosegador allotjat al revolt S de l'aigüera de la cuina, que es recupera després que l'Alain el recuperi. Un veterinari l'identifica com un lemming, un animal escandinau que no viu a França en estat salvatge.
L'endemà al vespre, l'Alice visita l'Alain, treballant fins tard a la seva oficina. Ella diu que Richard una vegada va intentar matar-la i que l'única raó per la qual encara està amb ell és veure'l morir. Intenta seduir l'Alain, que es resisteix als seus avenços, però no li explica a Bénédicte l'incident. L'Alice visita la Bénédicte sola, i al·ludeix a haver tingut relacions sexuals amb Alain, abans de dir que se sent cansada. Bénédicte li ensenya el dormitori de convidats, on crea un desastre i finalment es dispara. La Bénédicte sent les ganes de passar la nit a l'habitació de convidats on l'Alícia es va suïcidar.
Malgrat la mort d'Alice, Richard i Alain van de viatge de negocis a Biarritz l'endemà. Durant el viatge, l'Alain li pregunta a Richard si realment havia intentat matar l'Alice. En resposta, Richard li pregunta a l'Alain si ell i l'Alice van tenir relacions sexuals, cosa que Alain nega. Aquell vespre, l'Alain truca a la Bénédicte, que inicialment no respon, i després abusa d'ell. Preocupat, l'Alain decideix tornar a casa immediatament, tot i que és tard i està cansat. Troba la Bénédicte dormint i no la pot despertar. Sent sorolls procedents de la cuina, descobreix que està plena de lemmings i es desmaia. Alain es desperta en un hospital; es va estavellar després d'adormir-se al volant, i els fets de la nit anterior aparentment van ser un somni.
Quan l'Alain surt de l'hospital, ell i la Bénédicte visiten el xalet de vacances de Richard al costat del llac. Bénédicte continua comportant-se fredament. Ella pregunta per què l'Alain no li havia explicat l'intent d'Alice de seduir-lo, utilitzant les paraules exactes que l'Alice va utilitzar aquella nit i demana a l'Alain que la digui "Alice". Tenen sexe i Alain s'adorm. Quan es desperta, la Bénédicte i el seu cotxe han desaparegut. L'Alain torna a casa i descobreix que la Bénédicte va començar una aventura amb Richard mentre estava a l'hospital i està a punt de mudar-se a casa seva. L'Alain utilitza el seu dron per observar la casa d'en Richard i troba la Bénédicte com s'esperava. Quan Richard i Bénédicte estan a punt de tenir sexe, la càmera falla. Sembla que l'Alice ha pres el control de la Bénédicte i va reprendre la seva vida amb Richard dins del cos de la Bénédicte. Mentrestant, el veterinari torna el lemming a casa d'Alain. El lemming mossega l'Alain i desapareix a la casa.
L'endemà, en Richard s'enfronta a l'Alain a la feina amb trossos del dron que va trobar al jardí. Aquell vespre, "Alice-Bénédicte" visita l'Alain per oferir-li un tracte: si mata en Richard, recuperaria la Bénédicte. Li dona a l'Alain la clau de la casa d'en Richard i se'n va. Aquella nit l'Alain va a casa d'en Richard. Troba Richard i "Alice-Bénédicte" adormits al dormitori, i ofega en Richard amb un coixí mentre "Alice-Bénédicte" mira. L'Alain porta el cos d'en Richard a la cuina, on opera la màquina de cafè i la cuina de gas. "Alice-Bénédicte" el segueix fins al cotxe en un estat de trànsit. De tornada a casa seva, "Alice-Bénédicte" se'n va directament al llit. Quan es desperta, torna a ser la Bénédicte; diu que va somiar amb l'Alice, però no recorda cap dels esdeveniments recents.
L'endemà, la parella es troba al seu jardí quan reben la notícia de l'aparent suïcidi d'en Richard provocant una explosió de gas a casa seva. Bénédicte pregunta innocentment a l'Alain si creu que Richard es va suïcidar a causa de la mort d'Alice. Aleshores descobreix el lemming mort i el llença. El misteri del seu origen el resol Alain amb una veu en off: el fill dels seus veïns havia portat l'animal d'unes vacances familiars a Finlàndia; el seu pare molest després el va tirar pel vàter. Finalment, Alain esmenta que la Bénédicte està embarassada.

## Repartiment
- Laurent Lucas com Alain Getty
- Charlotte Gainsbourg com a Bénédicte Getty
- Charlotte Rampling com Alice Pollock
- André Dussollier com a Richard Pollock
- Jacques Bonnaffé com a Nicolas Chevalier
- Véronique Affholder com a Francine
- Michel Cassagne com a el veterinari
- Florence Desille com a L'infermera
- Emmanuel Gayet com al metge de guàrdia
- Félix Gonzales com a Félix, el fill del veí
- Nicolas Jouhet com al treballador d’aigües
- Fabrice Robert com a Bruno

## Recepció
La pel·lícula és generalment ben rebuda per la crítica. El lloc web d'agregació de ressenyes Rotten Tomatoes li dona una puntuació d'aprovació del 73%, basat en 48 ressenyes, amb una puntuació mitjana de 6,7/10. El consens del lloc diu: "Un thriller psicològic esgarrifós, amb actuacions excel·lents i una tensió natural que flueix de cada fotograma, Lemming és un digne successor de Harry, un amic que us estima del propi Moll". A Metacritic, que assigna una qualificació normalitzada de 100 a les crítiques dels principals crítics, la pel·lícula va rebre una puntuació mitjana de 65, basada en 16 crítiques, que indica "crítiques generalment favorables".

## Reconeixements
| Premi / Festival          | Categoria                                   | Receptors i nominats | Resultat |
| ------------------------- | ------------------------------------------- | -------------------- | -------- |
| Festival de Canes         | Palma d'Or                                  |                      | Nominat  |
| Premis César              | Millor actriu secundària                    | Charlotte Rampling   | Nominat  |
| Premis del Cinema Europeu | Premi del Públic Jameson a la millor actriu | Charlotte Rampling   | Nominat  |